# Ебан
Ебан (фр. Eybens) је насељено место у Француској у региону Рона-Алпи, у департману Изер.
По подацима из 2011. године у општини је живело 9728 становника, а густина насељености је износила 2161,78 становника/km².

## Демографија
| 1962. | 1968. | 1975. | 1982. | 1990. | 2011. |
| ----- | ----- | ----- | ----- | ----- | ----- |
| 2.346 | 3.310 | 5.436 | 5.843 | 8.013 | 9.728 |